# حمام نور الدين زنكي

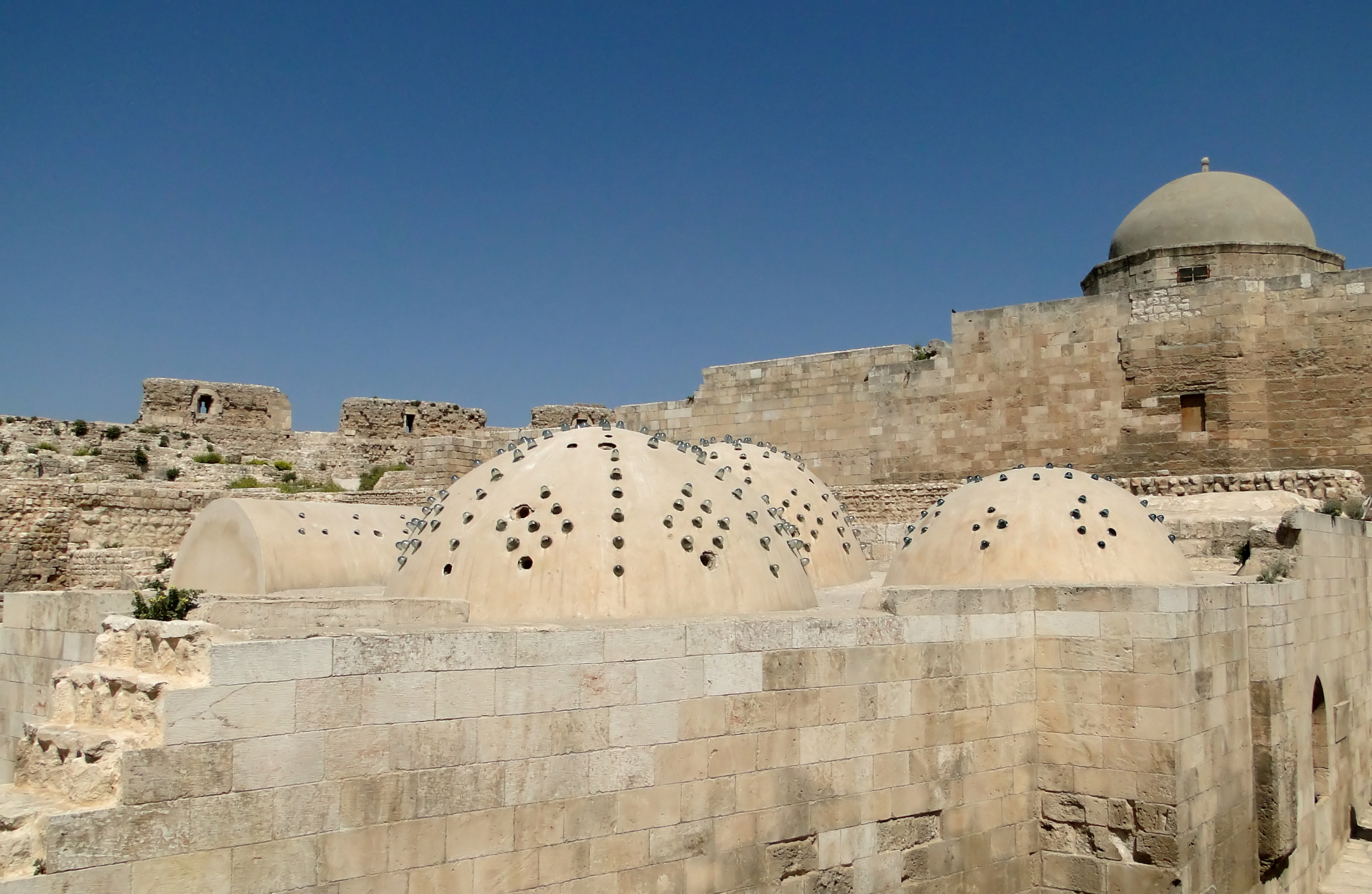
حمام قلعة حلب أو حمام نور الدين زنكي

يعد «حمام القلعة» أو كما يسمى حمام «نور الدين» أحد المعالم الأثرية الهامة في «قلعة حلب» وعموم المدينة.
هو حمام أثري قديم يعود بتاريخه إلى العهد الزنكي بحلب، وقد تم بناؤه من قبل الملك «نور الدين زنكي» الذي حكم «حلب» خلال النصف الثاني من القرن الثاني عشر، وهو حمام القلعة الشعبي الذي كان يستخدمه عامة الناس، وهو غير الحمام الملكي الموجود بجوار قصر الملك الظاهر «غازي» الذي كان خاصاً بالملك وأسرته.
أظهرته التنقيبات الأثرية التي تمت في موقع القلعة من قبل المديرية العامة للآثار والمتاحف وذلك في العام 1973 وبعدها قامت البعثة بترميم الحمام وبناء قبة له وبالتالي تأهيله ليكون مهيأ للزيارة من قبل السياح.
يُعتقد أن «حمام نور الدين زنكي» استُعمل في عصر لاحق لعصر «نور الدين زنكي» مكاناً لصناعة المعادن، إلى الجنوب الغربي من الحمام توجد بقايا أبنية ظهرت معه يُعتقد بأنَّها من بقايا قصر يعود للعصر الأيوبي.